# 二階堂蓮
二階堂 蓮（にかいどう れん、2001年5月24日 - ）は、北海道江別市出身のスキージャンプ選手である。父は元スキージャンプ選手の二階堂学。

## 経歴
ジュニア時代は同学年の竹花大松、小林龍尚らと競い合う。江別市立大麻東中学校2年時の2016年には雪印メグミルク杯ジュニア組を制する。
中学3年時の2016/17シーズンは9月のヒンターツァルテン大会よりFISカップに参戦し、2017年1月のオークレア大会でポイントを獲得。ジュニア世界選手権パークシティ大会に出場し、個人29位、団体4位のメンバーとなった。国内戦では宮様スキー大会ラージヒル少年組を制した。
2017年4月、下川商業高校へ入学。2017/18シーズンは7月のコンチネンタルカップクラニ大会から8戦に出場したがポイントは獲得できなかった。ジュニア世界選手権カンデルシュテーク大会は個人52位であった。
2018/19シーズンは9月のFISカップルシュノヴ大会で2連勝。雪印メグミルク杯少年組を制し、ジュニア世界選手権ラハティ大会は個人戦には出場できなかったが、男子団体4位、混合団体7位のメンバーとなった。
2019/20シーズンは8月のFISカップ平昌大会2日目で優勝。コンチネンタルカップ札幌大会で初めてポイントを獲得し、ワールドカップ札幌大会にデビュー、35位、46位とポイント獲得はならなかった。雪印メグミルク杯少年組を連覇し、高校総体および国体少年組優勝後、ジュニア世界選手権オーバーヴィーゼンタール大会は個人14位、男子団体5位、混合団体9位のメンバーとなった。
2020年4月、東海大学へ入学。2020/21シーズンは1月のHBC杯でシニア初優勝。コロナ禍のため海外試合が限定され、ジュニア世界選手権ラハティ大会とその直前のFISカップのみの参戦となった。3月には競技に専念するため大学を中退する。
2021/22シーズンはアルバイトをしながらNSC（Nordic Ski Club）札幌所属として国内試合に参戦し、国内大会となった1月のSTV杯で優勝。コンチネンタルカップは8戦に出場し、全ての試合でポイントを獲得した。
2022/23シーズンは新設された日本ビールスキー部に所属する。9月のコンチネンタルカップリレハンメル大会の2戦連続で2位となったことから、自力でサマーグランプリ出場枠を勝ち取り、初出場となったルシュノヴ大会で初優勝を飾った。国内戦では全日本スキー選手権ノーマルヒル優勝を含む6勝をあげた。ワールドカップ開幕から海外遠征メンバーに選出され、初戦のヴィスワ大会で28位となりポイントを獲得した。総合成績は49位であった。世界選手権に初めて代表として選出され、個人ノーマルヒル43位、個人ラージヒル32位、男子団体ラージヒル7位のメンバーとなった。
2023/24シーズンは、サマーグランプリにフル出場し、ルシュノヴ大会第2戦で2位などの成績を上げ、総合3位であった。国内戦ではNHK杯（兼全日本スキー選手権ラージヒル）を制した。ワールドカップもフル出場し、札幌大会第2戦の7位を最高に、総合22位でシーズンを終えた。フライング世界選手権バート・ミッテルンドルフ大会は個人30位、団体5位のメンバーとなった。
2024/25シーズンは、国内戦ではサマーで1勝した。サマーグランプリではルシュノヴ大会第2戦で2位となった。ワールドカップはフル出場し、ラハティ大会のスーパーチーム戦で小林陵侑とのペアで3位に入り、初の表彰台登壇となった。総合は18位であった。世界選手権の代表に選ばれ、個人ノーマルヒル22位、個人ラージヒル42位、混合団体5位、男子団体5位のメンバーとなった。

## 主な競技成績

### 世界選手権
- 2023年プラニツァ大会（ スロベニア）
  - 個人ノーマルヒル 43位
  - 個人ラージヒル 32位
  - 男子団体ラージヒル 7位（中村直幹、小林潤志郎、二階堂蓮、小林陵侑）
- 2025年トロンハイム大会（ ノルウェー）
  - 個人ノーマルヒル 22位
  - 個人ラージヒル 42位
  - 混合団体ラージヒル 5位（伊藤有希、二階堂蓮、高梨沙羅、小林陵侑）
  - 男子団体ラージヒル 5位（二階堂蓮、佐藤幸椰、中村直幹、小林陵侑）

### フライング世界選手権
- 2024年バート・ミッテルンドルフ大会（ オーストリア）
  - 個人 30位
  - 団体 5位（二階堂蓮、中村直幹、小林潤志郎、小林陵侑）

### ジュニア世界選手権
- 2017年パークシティ大会（ アメリカ合衆国）
  - 男子個人 29位
  - 男子団体 4位（伊藤将充、栗田力樹、二階堂蓮、岩佐勇研）
- 2018年カンデルシュテーク大会（ スイス）
  - 男子個人 52位
- 2019年ラハティ大会（ フィンランド）
  - 男子団体 4位（小林龍尚、二階堂蓮、西森海翔、岩佐勇研）
  - 混合団体 7位（勢藤理桜、二階堂蓮、大井栞、岩佐勇研）
- 2020年オーバーヴィーゼンタール大会（ ドイツ）
  - 男子個人 14位
  - 男子団体 5位（池田龍生、工藤漱太、二階堂蓮、藤田慎之介）
  - 混合団体 9位（勢藤理桜、池田龍生、鴨田鮎華、二階堂蓮）
- 2021年ラハティ大会（ フィンランド）
  - 男子個人 6位
  - 男子団体 6位（工藤漱太、竹花大松、小林龍尚、二階堂蓮）

### ワールドカップ
- 最高順位6位（2024/25シーズンまで）

| シーズン | 順位 | ポイント |
| -------- | ---- | -------- |
| 2019/20  | .    | 0        |
| 2022/23  | 43.  | 49       |
| 2023/24  | 22.  | 449      |
| 2024/25  | 18.  | 458      |

#### 表彰台
| 男子団体 | 男子団体 | 男子団体 | 男子団体 | 男子団体 | 男子団体                            |
| シーズン | 開催日   | 開催地   | HS       | 成績     | メンバー                            |
| -------- | -------- | -------- | -------- | -------- | ----------------------------------- |
| 2024/25  | 3月23日  | ラハティ | 130      | 3位      | 二階堂蓮 小林陵侑（スーパーチーム） |

### サマーグランプリ
- 優勝1回、2位2回（2024シーズンまで）

| シーズン | 順位 | ポイント |
| -------- | ---- | -------- |
| 2022     | 5.   | 169      |
| 2023     | 3.   | 315      |
| 2024     | 9.   | 173      |

### コンチネンタルカップ
- 通算 2位2回（2022夏シーズン終了時）

| シーズン | 夏   | 夏       | 冬   | 冬       | 通算  | 通算     |
| シーズン | 順位 | ポイント | 順位 | ポイント | 順位  | ポイント |
| -------- | ---- | -------- | ---- | -------- | ----- | -------- |
| 2017/18  | 0.   | 000      | 0.   | 000      | 0.    | 000      |
| 2019/20  | –    | –        | 074. | 0028     | 0113. | 0028     |
| 2021/22  | 046. | 0060     | 048. | 00112    | 050.  | 00172    |
| 2022/23  | 013. | 00160    | –    | –        | 042.  | 00160    |

### 国内大会
- 2016年
  - 第57回 雪印メグミルク杯全日本ジャンプ大会ジュニア組 - 優勝
- 2017年
  - 第88回 宮様スキー大会国際競技会スペシャルジャンプラージヒル少年組 - 優勝
- 2019年
  - 第60回 雪印メグミルク杯全日本ジャンプ大会少年組 - 優勝
- 2020年
  - 第61回 雪印メグミルク杯全日本ジャンプ大会少年組 - 優勝
  - 第69回 全国高等学校スキー大会 - 優勝
  - 第75回 国民体育大会冬季大会スキー競技会少年組 - 優勝
- 2021年
  - 第63回 HBCカップジャンプ競技会 - 優勝
- 2022年
  - 第61回 STVカップスキージャンプ競技大会 - 優勝
  - 第41回全日本サマージャンプ朝日大会成年の部 - 優勝
  - チャレンジカップ2022大倉山サマージャンプ大会成年組 - 優勝
  - 第34回 塩沢ジャンプ大会 - 優勝
  - 2022白馬サマージャンプ大会 - 優勝
  - 第101回 全日本スキー選手権ノーマルヒル - 優勝
  - 第64回 NHK杯ジャンプ大会 - 優勝
- 2023年
  - 第65回 NHK杯ジャンプ大会（兼第102回全日本スキー選手権ラージヒル） - 優勝
- 2024年
  - 第25回 札幌市長杯大倉山サマージャンプ大会成年組 - 優勝